# 馬特波伊西特森特 (麻薩諸塞州普查規定居民點)
馬特波伊西特森特（英語：Mattapoisett Center）是位於美國麻薩諸塞州普利茅斯縣的一個普查規定居民點。

## 人口
根據2020年美國人口普查的數據，馬特波伊西特森特的面積為12.83平方千米，當中陸地面積為12.67平方千米，而水域面積為0.16平方千米。當地共有人口3190人，而人口密度為每平方千米248.64人。